# Анелия
Анелия Георгиева Атанасова, по-известна само като Анелия, е българска попфолк, поп и фолклорна певица. Тя също е автор на песни и моден дизайнер.

## Биография

### 2002 – 07: Началото и първите успехи
Дебютният албум на Анелия – „Погледни ме в очите“ излиза в края на декември 2002 година. След албума излизат видеоклипове към ремикса на песента „Погледни ме в очите“ и „Само мене нямаш“.
На 13 август 2003 година излиза клипът към песента ѝ „Обичай ме", посветена на бизнесмена Коко Динев, за когото наскоро се е оженила. През август 2004 г. излиза следващия сингъл на Анелия – „Не знаеш“ която става една от най-добрите и емблематични песни за кариерата на певицата.
През лятото на 2006 г. Анелия стартира летния сезон с „До зори“ и „Само за миг“. Същият месец излиза и клипа към песента „Вятър в косите ти“. Следват го „Ден без теб“ и „Щом си до мен“.

### 2007 – 10: Ново начало:„Единствен ти“и„Добрата-лошата“
За лятото тя пуска последния си записан сингъл с Токича – „Ти си слънцето в мен“. По това време Анелия вече е съсредоточена в новия си проект – дуетната песен с Миро „Завинаги“. „Завинаги“ е причината Анелия да бъде първата фолк певица, гостувала в ефира на „City TV“ – в предаването „Web Hit“. Дуетът се сдобива и с ремикс, дело на „Deep Zone Project“. И през октомври 2007 г. излиза следващата и песен – „Единствен ти“ След огромните успехи на „Завинаги“ и „Единствен ти“ излиза „Дъх“, която е гръцки кавър.
През месец май излиза клипът към песента „Все едно ми е“. През пролетта 2008 г. на музикалния пазар излиза и петият самостоятелен албум на певицата, озаглавен „Единствен ти“. Творческата натура на Анелия намира израз и в създаването на музика и текстове за песните „Единствен ти“, „Завинаги“, „Запомни“ и „Въпрос за любовта“. На 1 юли Анелия разтърсва феновете си с лайв изпълнения на някои от най-големите хитове на 90-те до днес в съвременни аранжименти по време на втория за 2008 година MAD Secret Concerts by Coca-Cola. Последният видеоклип от петия албум на звездата е към песента „Трети път“. На 4 октомври 2008 г. излиза клип към песента – „Поръчай пак“. В края на годината Анелия появява баладата „Продължавам“. През 2008 година Анелия взима участие в песента на Азис и Малина – „Само с теб“ и в нейния видеоклип.
През май 2009 г. излиза предизвикателният клип към песента „Не ме принуждавай“. На 7 юни се появява следващият сингъл „Добрата, лошата“. През октомври дуетът на Анелия и Илиян „Две неща“ оглавява едновременно и трите класации на сайта novfolk.bg – за авторска песен, за фолк хит и за видеоклип, превръщайки се в първата песен за 2009 г. с подобно постижение. Същият месец излиза видеоклипът към песента „Обичам те“.
На 11 март 2010 г. на пазара се появява албума „Добрата, лошата“. На 26 февруари излиза „Ако с теб не съм“ и песента застава на трета позиция на всички класации на портала signal.bg и всички класации на сп. „Нов фолк“. На 12 април излиза видеоклипът към ремикса на песента „Обичам те“, в който Анелия си партнира с DJ Живко Микс. На 29 май Анелия, заедно с Илиян, Андреа и Райна, изнася концерт в Истанбул на стадион „Есениурт Шакир“.

### 2010 – 2014: „Игри за напреднали“ и „Феноменална“
На 2 юни 2010 г. е премиерата на сингъла „Четири секунди“, с участието на Гъмзата. През месец септември Анелия заминава на презокеанско турне в САЩ и Канада. Анелия изненадва с песента „Раздялата“ след завръщането от САЩ, която е придружена от провокативен клип с нова, предизвикателна визия. Мага се създава нов аранжимент на хита ѝ „Раздялата“, променяйки песента до неузнаваемост.
На 3 април 2011 излиза песента „Така ме кефиш“. На 25 юли излиза следващия видеоклип – към ремикса на „Проба-грешка“. На 15 септември излиза дуетното парче с Андреа – „За да ме имаш“ без видеореализация. В края на 2011-а излиза клипът на Анелия към песента „Игри за напреднали“ и по-късно седмият и самостоятелен албум със същото име. Последният видеоклип на песен от този диск е към „Сложно-невъзможно“. В същата година Анелия взима участие и в проекти на Азис – „Гадна порода“ и Дамян Попов – „Ти решаваш“.
На 14 юни 2012 излиза клипът към песента „Яко ми действаш“ и песента печели „Най-харесваният летен хит“ на сп. „Нов фолк“. Същия месец Анелия и Илиян записват втория си дует „Не исках да те нараня“. Песента печели класацията на Signal.bg – „50-те най...“ 5 поредни пъти. На 11 септември излиза песента – „Да ти викна ли такси“ Анелия постигна шести успех с „Да ти викна ли такси“ в класацията „Топ видеоклип“. В края на годината Анелия отбелязва своя десетгодишен юбилей на сцена със самостоятелен концерт с лайв бенд. Звездата събира най-големите си хитове в двучасово шоу. В края на годината излиза песента „Виж ме сега“.
На 31 януари 2013 г. на пазара излиза компилацията Златните Хитове на Пайнер 11, съдържаща най-големите хитове на Анелия през 11-те години от кариерата и. На 12 април излиза клипът към песента „Аз и ти“. Песента оглавява всички класации на портала signal.bg и е на върха в класацията „Планета Топ 20“ на ТВ Планета за април. На 17 юни се появява следващия сингъл – „Искам те, полудявам“ Първата съвместна песен на Анелия с Преслава – „Няма да съм друга“ се появява на 7 август и печели класацията „50-те най...“ шест поредни пъти. На 2 декември излиза клипът към песента „Предадох те“. В същата година Анелия взима участие и в проекта на Константин – „Твърде късно е“.
Първата песен и клип, които представя през 2014 г., е вторият ѝ дует с Гъмзата „Феноменална“. На 9 май излиза видеото към песента „Твоя съм“. Месец по-късно на 9 юни излиза първият дует между Анелия и гръцкия изпълнител Giorgos Giasemis, а песента носи заглавие „Изведнъж“ на български и „Ksafnika“ на гръцки. На 30 ноември Анелия представя песента – „Не мога да губя“. През декември певицата представя осмия си самостоятелен албум озаглавен „Феноменална“, отново със самостоятелен концерт. На сцената заедно с нея отново се качват музикантите от Дани Милев Бенд. В същата година Анелия взима участие и в проекти на Giorgos Giasemis – „An Meineis Moni“, Андреа – „Най-добрата“

### 2015 – 24:„Дай ми още“и настояще:
2015 г. – По време на концерта по случай XIII музикални награди на телевизия „Планета“ Анелия и Миро за първи път представят втория си дует, „Започваме на чисто“. На 7 май излиза видеото към „Генерал“. Песента бързо постига значителен успех в интернет платформите за видеосподеляне. На 21 август 2015 Анелия открива със собствен бенд концерта на CECA на Градския стадион „Несебър“. През септември на 2015 г. излиза видеото към третата дуетна песен на Анелия и Илиян – „Сърцето ще плати“ В края на годината се появява нова песен със заглавие „Аз съм дяволът“, в която участие взима Галин В същата година Анелия взима участие в проекти на Крум – „Забрави“ и Яница – „Грешната“
На 9 май 2016 г. излиза видеото към песента „Гот ми е". На 7 юни излиза дуетнотото си парче с Danny Levan – „В моя ум“, чийто клипа е сниман в турския курорт Алания. На 5 юли излиза видеото на орк. Кристали към песента „Моят мъж“, където Анелия гост звезда. На 28 юли Анелия е част от Балканския музикален фестивал в Слънчев бряг, наред с балкански изпълнители като Индира Радич и Зафирис Мелас. където певицата пее със собствен бенд. През месец декември излиза видеото към песента „Дай ми още“, заснето в двореца Чираан, Истанбул. Сингълът, който повече от пет месеца е сред най-желаните песни в поп-фолка. На 12 декември излиза парчето „Колеги“, в трио с DJ Живко Микс и Илиян.
През юли 2016 година Анелия получава грамота от Национална гвардейска част за сътрудничеството ѝ с нея, която е връчена от командира бригаден генерал Боян Ставрев.
В началото на 2017 г. Анелия представи турската версия на песента „Дай ми още“, която носи заглавието „Unutamam“. В началото на лятото Анелия и Kyriacos Georgiou промотират съвместното си парче „Кажи ми“ на български и „Pos tin ides“ на гръцки. На 11 септември Анелия пуска „С тебе ми е най“, а в края на годината излиза песента „Мило мое“ без официален видеоклип. През 2017 Анелия участва в проекти на Софи Маринова и Гринго – „Не лъжи жена“, Ваня – „За патрона“, Джулия – „За мене край си“, Тони Стораро – „Искам любов“, Устата – „Leila Pala Tute“, орк. Кристали – „На Маями“, Лазар Кисьов – „Не деля“, Тони Стораро и Burhan – „Коктейл“.
На 14 март 2018 г. излиза деветият албум на Анелия със заглавие „Дай ми още“. Паралелно е представен и пилотният сингъл „Зоопарк“. През май излизат видеоклипове към „Бръммм“, колаборация между Анелия и Джулия, и „Обичам те“ в дует с Крум Анелия и Джулия оглавяват класацията „Планета Топ 20“ през два поредни месеца – май и юни, а Анелия и Крум записват седем поредни победи в „50-те Най...“ на портала signal.bg На 1 август излиза дуетното парче с Дамян Попов със заглавие „Copacabana“. На 3 септември Анелия промотира видеото към песента „Просяци“, заснето в Кападокия – Турция. В края на годината Анелия и Kyriacos Georgiou представят втори дует със заглавие „Подлудяваш ме“.
В началото на 2019 г. излиза баладата на Анелия – „Сърцето ми“ На 8 март излиза видеото към песента „Заради теб“. На 16 април излиза дуетно парче с DJ Живко Микс, озаглавено „Шампион“ На 21 юни излиза дуетното парче с Ави Бенеди – „Боли, боли“ без видеореализация. На 15 октомври 2019 г. излиза видеото към песента – „Гъзарка“, в която участие взима Сиана На 9 декември излиза дуетното парче с Радко Петков – „Ти си“. В същата година Анелия взима участие и в проекта на Милко Калайджиев – „Паля те“.
Първата песен и клип, които представя през 2020 г., е първият ѝ дует с Денис Теофиков – „Милион“. На 23 септември излиза видеото към песента – „Пие ми се“. В края на годината Анелия появява баладата – „Двама“. В същата година Анелия взима участие и в проекта на Дени Калинов – „Българи-юнаци“.
На 26 март 2021 г. излиза видеото към песента – „Котка“. В началото на лятото излиза песента – „Влез, влез“ с Палома.
На 20 юни 2022 г. излиза видеото към песента „Няма драма". В края на годината излизат видеоклипове към песните – „Наранихме се" и „Към вратата" с Емануела.
През 2023 г. Анелия издава песните „Любо(в)“, „Loca, loca" и „Нямаш мене“ в дует с Константин.
През 2024 г. Анелия представя 6 проекта – „Не можеш да ме замениш“, „Цял живот“ с Илиян Бойд, „Съжалявам“, „Буря", „Имам друг“ и „Парти“ с DJ Живко Микс.

## Международни проекти
На 9 юни 2014 г. излиза видеоклип на дуета на Анелия с гръцкия изпълнител Йоргос Ясемис, песен със заглавие „Изведнъж“ на български и „Ξαφνικα“ на гръцки.
На 20 февруари 2017 г. Анелия представи турската версия на актуалния си хит „Дай ми още“ със заглавие „Unutamam“. Видеоклипа бяха реализирани в Истанбул. Най-рейтинговата частна музикална телевизия в Турция – Viva, която излъчва и в цяла Европа и Русия. TMB TV е част от Turkish music asociacion и излъчва в турско – и рускоговорещите страни между Турция и Русия (Туркменистан, Киргизстан, Узбекистан, Азербайджан и т.н.). Unutamam” успя да завоюва първата позиция и към момента убедително води в музикалния чарт на турската телевизия TMB. В началото на лятото на годината Анелия и Kyriacos Georgiou промотираха съвместното си парче „Кажи ми“ на български и „Pos tin ides“ на гръцки.
2018 г. Анелия прави голям концерт в Турция, а организаторите на участието я изненадват като ѝ връчват два приза за „Най-харесвана попфолк певица в Турция“ и за „Най-слушана песен в Турция – „Дай ми още“. В края на годината Анелия и Kyriacos Georgiou представиха вторият дует „Подлудяваш ме“.
На 21 юни 2019 г. излиза дуетното парче с Ави Бенеди – „Боли, боли“ / „Koew, koew“ без видеореализация.

## Други инициативи

### Телевизионни програми, реклами и филми
През 2006 г. Анелия рекламира капсулите с витамини „Геритамин Нео“ на фармацевтичната компания „Актавис“.
В края на 2012 г. през месец ноември, преди концерта „10 години на сцена“, представя филм за Анелия, от 22 до 26 октомври в предаването „Преди обед“ по bTV. Зрителите виждат подготовката за концерта, както и разказите на Анелия и хората около нея за годините, през които тя е на музикалната сцена. Каква майка е, какъв приятел е, как се работи с нея и какви усилия полага в репетиционните зали.
През 2015 г. Планета ТВ представя филма „Феноменална“ за Анелия. Как се е подготвяла звездата за шоуто. След видеоклипа на песента „Аз съм Дяволът“ излиза реклама на Анелия за сухи пасти „Галена“.
През 2018 г. Анелия официално дебютира като актриса в сериала на bTV „Скъпи наследници“. В първото си участие за подобен телевизионен проект тя влиза в ролята на внучката на баба Сашка – Елена.
През 2022 г. певицата се включва в шоуто за имитации „Като две капки вода“ по Нова ТВ.

### Стил, модни линии, жена и красота
През 2003 г. Анелия печели наградата за „Най-атрактивна визия на 2003 г.“., на спонсора Салони за красота „Дима Стил“. През 2004 г. Анелия взема първо място в класацията на списание „Кой“, „Най-красивата личност на България за 2004 г.“; Анелия заема първото място с 15 процента от общо подадените 1100 гласа за всички номинирани 50 личности – 30 жени и 20 мъже от областта на модата, политиката, спорта, попфолка, поп и рок музиката, киното, театъра, телевизията и други. Същата година от Tialoto.bg, безспорно най-добре и стилно облечената попфолк певица е Анелия, също е обявена и за единствената в попфолка, която съчетава модерните тенденции и правилния избор на цветове и прическа. През 2006 г. Анелия получава награда за „Най-стилна дамска прическа“ на Pantene Beauty Awards През 2008 получава награди за „Хубава жена“ на „ОК!Коронация 2008“. В категория награди на сп. Grazia „Сцена-музика“ се оказа попфолк примата Анелия.
През 2010 г. Анелия става рекламно лице на нов салон за красота, който носи екстравагантното име „Rendezvous“ в София. Анелия получава приз „БГ Модна икона“ за 2012 година. Певицата взема отличието на церемония, организирана от проф. Любомир Стойков.
През 2015 г. Анелия вдъхновява създателите на нов български моден бранд. Именно нейният образ е в основата на създаването на MUSA – иновативна марка, която представя женствени кройки и естествени, ефирни материи.
През 2016 г. Анелия става рекламно лице на мезотерапия за лице, която се прави в известна столична клиника. Певицата позира в кабинета, в който и тя подлага лицето си на освежаване.
През 2017 г. Анелия е наградена за най-сексапилна родна звезда за 2017 година. Тя получава отличието си с грамота на бляскава церемония в един от популярните столични клубове.
През 2021 г. Анелия създава собствена модна линия „All by Anelia“.

### Благотворителна и социална дейност
През 2007 г. Анелия, Камелия и Ивана участват в кампанията „Не сте сами“, допринесла за свободата на българските медици в Либия.
През 2010 г. Анелия и други изпълнители участват в кампанията на благотворителната инициатива на UNICEF за пострадалите деца от земетресението в Хаити по bTV и през 2013 г. кулминацията на съвместната кампания на UNICEF и БНТ в подкрепа на семействата при отглеждането на малките деца. Кампанията със серия от репортажи и дискусии за това, какви проблеми срещат родителите при отглеждането на децата си и от какви насоки и професионална помощ се нуждаят семействата с малки деца.
През 2016 г. Анелия е сред първите посланици на Holiday Heroes, които през 2012 година започват да разпространяват идеята да се помогне на хиляди социално слаби семейства, самотни майки, хора в неравностойно положение да получат пълни празнични пакети с хранителни продукти. Изпълнителката става част от първата организация за директна благотворителност в България, като заедно със стотици доброволци доставя пакети директно до домовете на семействата, за да бъде трапезата им наистина празнична за Коледа и Великден.
През 2017 г. Анелия гостува в студиото на „Просто Диков“ и разказа за участието си в благотворителната кампания „Великден за всеки“ – инициатива на омбудсмана Мая Манолова. Какво кара звездата не само да подкрепи кампанията, а и да стане нейно лице. Същата година Анелия защитава правата на децата с покана за „Нашето дете“. След като се включва в благотворителните кампании „Великден за всеки“ и „Нашето дете“, Анелия застава зад идеята на „Adopt, don’t buy“. Целта на инициативата е да призове хората, които искат да се сдобият с кученце за домашен любимец, да го осиновят.
През 2020 г. Анелия и други изпълнители участват в националната кампания на Българския червен кръст „Заедно срещу COVID-19“

### Политическа дейност
През 2019 г. Анелия и Криско влизат в инициативния комитет на Мая Манолова за издигането ѝ за кмет на София.

## Дискография

### Студийни албуми
- Погледни ме в очите (2002)[150]
- Не поглеждай назад (2004)[151]
- Всичко води към теб (2005)[152]
- Пепел от рози (2006)[153]
- Единствен ти (2008)[154]
- Добрата, лошата (2010)[155]
- Игри за напреднали (2011)[156]
- Феноменална (2014)[157]
- Дай ми още (2018)[158]

### Компилации
- Златните хитове на Пайнер 6 – Анелия (2013)[159]

### Видео албуми
- Anelia Best Video Collection (2005)
- Anelia 10 години на сцена (2013)

## Филмография
- Скъпи наследници – Внучката на баба Сашка – Елена[160]

## Турнета и самостоятелни концерти
Певицата е реализирала четири самостоятелни концерта на живо с бенд, турне в САЩ и Канада и е участвала в най-големите концертни изяви в страната. Анелия е сред основните звезди и на всички летни турнета на телевизия „Планета“.

### Самостоятелни концерти
- MAD Secret Concert's by Coca-Cola на Анелия (2008)[162]

Анелия направи дует с още една звездна дама от БГ сцената – Нора от Music Idol 2 („I’m Outta Love“ на Anastacia), дует с българо-австрийския хип-хопър, продуцент и режисьор Leon („Ready Or Not“ на Fugees), с който вдигнаха на крака цялата публика, а за финал, Анелия представи уникална съвременна версия на фолклорната песен „Не казвай любе лека нощ“, с участието на електронната формация Bulgaro.
Публиката буквално пощуря, когато чу първите акорди на песента и изпрати звездата с бурни аплодисменти.
Беквокалисти на шоуто на Анелия бяха Вяра Панталеева, Стефан Илчев и Красимира Иванова. „MAD Secret Concerts by Coca-Cola“ с Анелия, събра на една сцена Милен Кукошаров (кийборд и аранжимент), Жоро Янев (китара), Калин Вельов (перкусии), Миро Иванов (китара), Мартин Дойкин (бас) и Борислав Бояджиев (DJ).
- 10 години на сцената (2012)[165]

Анелия отбеляза десетгодишния си юбилей на сцена с грандиозен концерт. Звездата събра най-големите си хитове в двучасово шоу. Началото бе поставено с песента „Така ме кефиш“, под съпровода на Дани Милев бенд, а на сцената ѝ партнираха и балет „Нова“. Последваха част песните, които са оставили силен отпечатък в кариерата ѝ.
Гъмзата ѝ партнира за „4 секунди“, а заедно с Илиян изпълни „Две неща“ и тоталния хит „Не исках да те нараня“.
„Имам най-добрата публика и ви благодаря, че ви има. Обичам ви“ – бяха финалните думи на звездата.
- Концерт – „Феноменална“ (2014)[167]

През декември певицата представя осмия си албум озаглавен „Феноменална“. Анелия изнесе третия си самостоятелен концерт пред много свои фенове, приятели и колеги. С уникални аранжименти бяха представени песните от новия ѝ албум „Феноменална“. На сцената заедно с нея се качиха музикантите от Дани Милев Бенд, които бяха подготвили изключителни аранжименти на хитовете на звездата, с много енергия Анелия представи хитовете си, а публиката пя с нея, за което тя благодари и сподели, че се чувства най-щастливата жена. „С Анелия е изключително лесно да се работи, защото знае към какво се стреми и преди всичко е музикант“, категоричен е Дани Милев.
На сцената с нея се качиха и дуетните ѝ половинки Миро, Преслава и Гъмзата.[източник? (Поискан преди 13 дни)] За да я подкрепят и да се насладят на спектакъла, в залата бяха и много колеги на изпълнителката. От името на продуцентите от музикална компания „Пайнер“ Борис Дали и Крум поднесоха огромен букет, като ѝ пожелаха да бъде все така упорита и да не спира да радва хората. Цветелина Янева, Галена, Есил Дюран и Нелина също я поздравиха и аплодираха шоуто.[източник? (Поискан преди 13 дни)] Ивана поднесе вълнуващо слово, което още повече трогна Анелия. „Ти си обичана, красива, изключително пееща, но за да направиш такъв концерт, се иска много кураж. Поздравявам те, а днес си най-специалната жена“, бяха думите на Ивана.
“Благодаря на всички за огромното уважение, за това, че толкова години получавам невероятна подкрепа. На моите продуценти, на спонсорите от „Ajax“, на медийните партньори за това, че застанаха зад идеята да създадем този концерт“, сподели Анелия. „Благодаря на моите приятели, на майка ми, която винаги е до мен и на един човек, заради когото съм толкова силна – моята дъщеря Ивон“, допълни изпълнителката.
- Концерт – „Дай ми още“ (2018)

Анелия събра приятели, колеги и почитатели, за да представи официално песните от новия си албум „Дай ми още“. Специално за промоцията тя бе подготвила парчетата с нов аранжимент, а на сцената ѝ акомпанираха музикантите от Дани Милев Бенд. От Гърция пристигна нейния дуетен партьор Kyriacos Georgiou, с който представиха на живо общия си проект „Кажи ми“.[източник? (Поискан преди 13 дни)] Публиката за първи път чу лайв-версиите на новите заглавия в албума – „Тук ли си“ и „Зоопарк“.
Изпълнителката заложи на една визия за вечерта – класическа малка черна рокля, с която нито една изискана дама не може да сбърка. За да уважат Анелия на събитието пристигнаха нейните колеги Преслава, Константин, Дамян Попов, Лазар, Ави Бенеди, Гери-Никол и др. Сред гостите бяха и представители от Турското посолство в България, както и близките на Анелия – дъщеря ѝ Ивон, нейната майка и свекърва ѝ Борислава Динева. Концертът бе в „Payner Club“ в София, за да отрази събитието.

### Самостоятелно турне
- Анелия – U.S. & Canada Tour (2010)[171]

През месец септември 2010 Анелия заминава за САЩ и Канада за своето първо презокенаско турне, включващо 12 концерта. Ню Йорк, Атланта, Чикаго, Лас Вегас, Вашингтон, Тампа, Лос Анджелис са само част от градовете. Изпълнителката гостува и на сънародниците ни в Торонто и Монреал в Канада. Интересното е, че феновете ѝ препълват местата, където има участия, а намирането на билети става изключително трудно, заради огромния интерес. Всяко представление продължава 3 часа, в които талантливата българка изпълнявала народни песни, световни хитове и попфолк песните си.
Дати на турнето
| Дата              | Държава | Град      | Място на провеждане                 |
| ----------------- | ------- | --------- | ----------------------------------- |
| 10 септември 2010 | САЩ     | Вашингтон | Club Slaviya                        |
| 11 септември 2010 | САЩ     | Ню Йорк   | Renaissance of Astoria              |
| 14 септември 2010 | САЩ     | Атланта   | Ресторант „София“                   |
| 17 септември 2010 | САЩ     | Чикаго    | Crystal Palace                      |
| 24 септември 2010 | Канада  | Торонто   | „The Mood Club“                     |
| 26 септември 2010 | Канада  | Монреал   | Theatre Plaza                       |
| 29 септември 2010 | САЩ     | Лас Вегас | Ресторант „Magura“                  |
| 1 октомври 2010   | САЩ     | Тампа     | Банкетната зала на сръбската църква |
| 2 октомври 2010   | САЩ     | Чикаго    | Avantgarde BG Marius Cafe           |
| 8 октомври 2010   | САЩ     | Бостън    | Brothers Kouzina – Greek Restaurant |
| 9 октомври 2010   | САЩ     | Атланта   | Club „Cream“                        |

### Концерти зад граница
САЩ, Канада, Великобритания, Испания, Франция, Нидерландия, Северна Македония, Гърция, Кипър, Белгия, Германия, Швейцария, Турция и др.

## Награди
Годишни музикални награди на ТВ „Планета“ и Planeta Official
| Година | Получател               | Награда                                             |
| ------ | ----------------------- | --------------------------------------------------- |
| 2003   | „Обичай ме“             | Видеоклип на годината                               |
| 2004   | „Не поглеждай назад“    | Албум на годината                                   |
| 2005   | „Всичко води към теб“   | Хит на лятото                                       |
| 2006   | Анелия                  | Награда на „Актавис“                                |
| 2007   | „Завинаги“              | Дует на годината                                    |
| 2007   | „Завинаги“              | Видеоклип на годината                               |
| 2008   | Анелия                  | Специална награда за цялостна работа през 2008 г.   |
| 2009   | „Обичам те“             | Поп хит на годината                                 |
| 2010   | „Четири секунди“        | Хит на лятото                                       |
| 2011   | „Проба грешка“          | Хит на лятото                                       |
| 2011   | „Игри за напреднали“    | Най-търсен и продаван албум в iTunes                |
| 2012   | Анелия                  | Изпълнител на годината                              |
| 2012   | „Не исках да те нараня“ | Дует на годината                                    |
| 2013   | „Искам те, полудявам“   | Най-поръчвана песен в ефира на радио „Веселина“     |
| 2013   | Анелия                  | Музикален идол на годината                          |
| 2014   | Анелия                  | Оригинално присъствие на концертната сцена          |
| 2014   | „Феноменална“           | Албум на годината                                   |
| 2015   | „Генерал“               | Най-излъчвана песен в ефира на радио „Веселина“     |
| 2015   | „Генерал“               | Песен на годината                                   |
| 2017   | „Дай ми още“            | Хит на годината (Planeta Official)                  |
| 2018   | „Зоопарк“               | Най-гледаният видеоклип в PlanetaOfficial през 2018 |

Други награди
| Година | Получател             | Награда                                              | Организация                             |
| ------ | --------------------- | ---------------------------------------------------- | --------------------------------------- |
| 2002   | Анелия                | Откритие на годината                                 | Годишни музикални награди на „Нов фолк“ |
| 2003   | „Обичай ме“           | Първа награда за песен                               | Фестивал Тракия Фолк                    |
| 2003   | Анелия                | Най-атрактивна визия                                 | Салони за красота „Дима Стил“           |
| 2003   | Анелия                | Най-проспериращ изпълнител                           | Годишни музикални награди на „Нов фолк“ |
| 2004   | Анелия                | Най-красивата личност на България за 2004 г.         | Награди на сп. Кой                      |
| 2004   | „Не поглеждай назад“  | Албум на годината                                    | Годишни музикални награди на „Нов фолк“ |
| 2005   | Анелия                | „Най-добре и стилно облечена попфолк певица“         | Tialoto.bg                              |
| 2005   | „Всичко води към теб“ | Хит на лятото                                        | FOLKMARATON                             |
| 2006   | Анелия                | „Най-стилна дамска прическа“                         | Pantene Beauty Awards                   |
| 2007   | „Завинаги“            | Дует на годината                                     | Годишни награди на радио „Романтика“    |
| 2007   | „Завинаги“            | Дует на годината                                     | Годишни музикални награди на „Нов фолк“ |
| 2007   | Анелия                | Изпълнителка с най-добро шоу                         | Годишни музикални награди на „Нов фолк“ |
| 2008   | „Единствен ти“        | Албум на годината                                    | Годишни музикални награди на „Нов фолк“ |
| 2008   | „Единствен ти“        | Албум на годината                                    | Годишни награди на радио „Романтика“    |
| 2008   | „Трети път“           | Хит на лятото                                        | FOLKMARATON                             |
| 2008   | Анелия                | Мис Хубава жена 2008                                 | Награди на сп. ОК! Коронация 2008       |
| 2008   | Анелия                | Жена на годината в категория „Сцена-музика“          | Награди на сп. Grazia                   |
| 2009   | Анелия                | Изпълнител на годината                               | Годишни награди на радио „Романтика“    |
| 2009   | „Две неща“            | Дует на годината                                     | Годишни музикални награди на „Нов фолк“ |
| 2009   | „Готов ли си“         | Песен за секс                                        | Годишни награди на радио „Романтика“    |
| 2009   | Анелия                | Най-желаната звезда за компания по време на празници | Slava.bg                                |
| 2010   | „Добрата, лошата“     | Албум на годината                                    | Годишни музикални награди на „Нов фолк“ |
| 2010   | Анелия                | Вокално майсторство                                  | Годишни музикални награди на „Нов фолк“ |
| 2011   | „Проба-грешка“        | Песен на годината                                    | Годишни музикални награди на „Нов фолк“ |
| 2012   | Анелия                | Най-харесвана попфолк певица                         | Signal.bg                               |
| 2012   | Анелия                | Фолк идол на годината                                | Signal.bg                               |
| 2012   | Анелия                | Модна икона                                          | Награди на Fashion Lifestyle Magazine   |
| 2013   | Анелия                | Певица на годината                                   | Folk Club REVUE                         |
| 2015   | „Аз съм дяволът“      | Най-добър feat на годината (с Галин)                 | Live Music Awards                       |
| 2016   | Анелия                | Грамота                                              | Национална гвардейска част              |
| 2016   | Анелия                | Любим артист на публиката                            | Paradise Center Lifestyle Awards        |
| 2016   | Анелия                | Певица на годината                                   | Folk Club REVUE                         |
| 2016   | „Дай ми още“          | Попфолк хит на годината                              | 10te.bg                                 |
| 2016   | „Дай ми още“          | Видеоклип на годината                                | Signal.bg                               |
| 2017   | Анелия                | Най-секси БГ звезда                                  | BG Sexy Awards 2017                     |
| 2017   | Анелия                | Най-влиятелна попфолк изпълнител                     | 10te.bg                                 |
| 2017   | Анелия                | Знаменитост на годината                              | Енджи Касабие                           |
| 2017   | Анелия                | „Най-харесвана поп фолк певица“ в Турция             | Çorlu/Turkey                            |
| 2017   | „Дай ми още“          | „Най-слушана песен“ в Турция                         | Çorlu/Turkey                            |
| 2018   | „Зоопарк“             | Песен на годината                                    | Bg Vip News                             |
| 2018   | „Зоопарк“             | Най-гледаният видеоклип в YouTube 2018               | Folk Plus BG                            |
| 2018   | „Просяци“             | Видеоклип на годината                                | Signal.bg                               |
| 2019   | Анелия                | Специална награда за 17 години на сцена              | Folk Club REVUE                         |
| 2019   | Анелия                | Наградата за цялостно творчество                     | Lifestyle Awards BG                     |
| 2020   | „Пие ми се“           | Best Hit на Club Illuzion                            | Folk Plus Club Illuzion Awards          |
| 2023   | Анелия                | Музикален идол на годината                           | VIP Awards 2023                         |
| 2024   | „Буря“                | Оригинално присъствие във видеоклип                  | Оскарите на Grand                       |